# Adam Obert
Adam Obert, né le 23 août 2002 à Bratislava en Slovaquie, est un footballeur international slovaque. Il évolue au poste de défenseur central au Cagliari Calcio.

## Biographie

### En club
Né à Bratislava en Slovaquie, Adam Obert est formé en Tchéquie, par le FC Zbrojovka Brno, avant de poursuivre sa formation en Italie, rejoignant l'UC Sampdoria lors de l'été 2018. 
Le 2 juillet 2021, Obert rejoint un autre club italien, le Cagliari Calcio. Il joue son premier match en professionnel avec cette équipe, le 24 octobre 2021, face à l'ACF Fiorentina. Il entre en jeu à la place de Nahitan Nández et son équipe s'incline par trois buts à zéro.
Le 24 février 2022, Obert prolonge son contrat avec le Cagliari Calcio jusqu'en juin 2026,.

### En sélection
Adam Obert représente l'équipe de Slovaquie des moins de 17 ans entre 2018 et 2019, pour un total de cinq matchs joués.
Il joue son premier match avec l'équipe de Slovaquie espoirs le 8 juin 2021, lors d'un match amical contre la Finlande. Il est titularisé et son équipe l'emporte par quatre buts à zéro.
Adam Obert est convoqué pour la première fois avec l'équipe nationale de Slovaquie en novembre 2022, par le sélectionneur Francesco Calzona. Il honore sa première sélection le 20 novembre 2022, lors d'un match contre le Chili. Il entre en jeu à la place de Vernon De Marco lors de cette rencontre où les deux équipes se neutralisent (0-0),.
Le 7 juin 2024, il figure dans la liste des 26 joueurs slovaques retenus par Francesco Calzona pour participer à l'Euro 2024.

## Vie privée
Adam Obert est le petit-fils de Jozef Obert (en), ancien footballeur international tchécoslovaque.